# Ишутинский кружок
Ишутинский кружок — тайная революционная организация в Москве.

## История
Революционное общество создано в сентябре 1863 года в Москве Николаем Андреевичем Ишутиным для приготовления крестьянской революции с помощью соглашения между интеллигенцией. Костяк общества состоял из выходцев из Пензенской губернии: Н. А. Ишутин, П. Д. Ермолов, М. Н. Загибалов, Н. П. Странден, Д. А. Юрасов, Д. В. Каракозов, П. Ф. Николаев, В. Н. Шаганов, О. А. Мотков.
Революционер П. А. Кропоткин отзывался об организации:
Они были носителями знания и просвещения среди народа. Они надеялись, что при известном такте и терпении удастся воспитать людей из народа и таким образом создать центры, из которых постепенно среди масс будут распространяться лучшие идеи. Для осуществления плана были пожертвованы большие состояния. Любви и преданности делу было очень много.
Вначале Ишутинский кружок присоединился к тайному революционному обществу «Земля и воля». В начале 1864 года «Земля и воля» самоликвидировалась. После этого Ишутинский кружок начал действовать самостоятельно: соединили раздробленные кружки в Москве. Е. К. Брешко-Брешковская вспоминала: «…Хотя старше других, — ему было около 25 лет, — он горячился и увлекался, как юноша. Работа кипела в его руках. Знакомства приумножались, революционная атмосфера сгущалась, вопросы ставились решительнее и острее…».
В 1865 году кружок наладил контакты со столичными (то есть петербургскими) революционерами с помощью И. А. Худякова, также с польскими, русской политической эмиграцией и кружками в Саратове, Нижнем Новгороде и Калужской губернии. В декабре 1864 года члены организации помогли в побеге Я. Домбровскому.
Кружок под воздействием романа Н. Г. Чернышевского «Что делать?», в надежде социалистических изменений в России, построил в Москве: осенью 1864 года переплётную мастерскую, в феврале 1865 года швейную мастерскую, в сентябре 1865 года бесплатную школу, в октябре 1865 года ватную фабрику. Вначале образовали руководящий центр и «Общество взаимного вспомоществования».
Подготавливали программу действий: пропаганда в народе социализма, террористическая тактика, заговор. С 1865 года по 1866 год участвовали в попытке организации побега Н. Г. Чернышевского.
4 апреля 1866 года после покушения Каракозова на царя Александра II, многих членов кружка раскрыли. 2000 человек проходили по делу и 32 осуждены Верховным уголовным судом. Большинство было сослано, Каракозов повешен, Ишутин сошёл с ума в Шлиссельбургской крепости. Другие присоединились к последующим революционным движениям.